# Oxypetalum schlechteri
Oxypetalum schlechteri är en oleanderväxtart som beskrevs av Gustaf Oskar Andersson Malme. Oxypetalum schlechteri ingår i släktet Oxypetalum och familjen oleanderväxter. Inga underarter finns listade i Catalogue of Life.